# Bockholm (Kumlinge, Åland)
Bockholm är en ö på Åland (Finland). Den ligger i Skärgårdshavet och i kommunen Kumlinge i landskapet Åland, i den sydvästra delen av landet. Ön ligger omkring 52 kilometer nordöst om Mariehamn och omkring 230 kilometer väster om Helsingfors. Bockholm har Ängholm i nordöst, Gloskär i sydöst, Kråkskär och Bärö (Kumlinge, Åland) i sydväst samt Enklinge i nordväst.
Bockholm är cirka en kilometer lång, 300 meter bred och sträcker sig i nordväst–sydostlig riktning. Arean är 32,1 hektar och högsta punkten är 21 meter över havet.
Terrängen på Bockholm består av hällmarksskog med enstaka inslag av lövträd. Sundet mellan Bockholm och Gloskär är grunt och stenigt. Bockholm är obebyggd. Närmaste bebyggelse finns på Enklinge.